# Tswana
Tswana eller Botswana (singular: Motswana plural: Batswana), tidigare stavat Bechuana, är en undergrupp till Sothofolket. I början av 2000-talet uppgick de till omkring fyra miljoner personer. De utgör majoritetsfolket i Botswana. De talar ett bantuspråk, setswana. Termen batswana används ibland även om san, vita och andra etniska grupper i Botswana. Tswanaminoriteter lever också i Sydafrika, Namibia och Zimbabwe.[källa behövs]
Tswana är indelade i ett flertal undergrupper varav de viktigaste är Hurutshe, Kgatla, Kwena, Rolong, Tlhaping och Tlokwa. Apartheidregeringen i Sydafrika skapade  bantuhemlandet Bophuthatswana åt Tswanafolket 1977. Det erkändes aldrig av det internationella samfundet och avskaffades 1994 när den officiella apartheidpolitiken föll.